# Hertog van Sparta

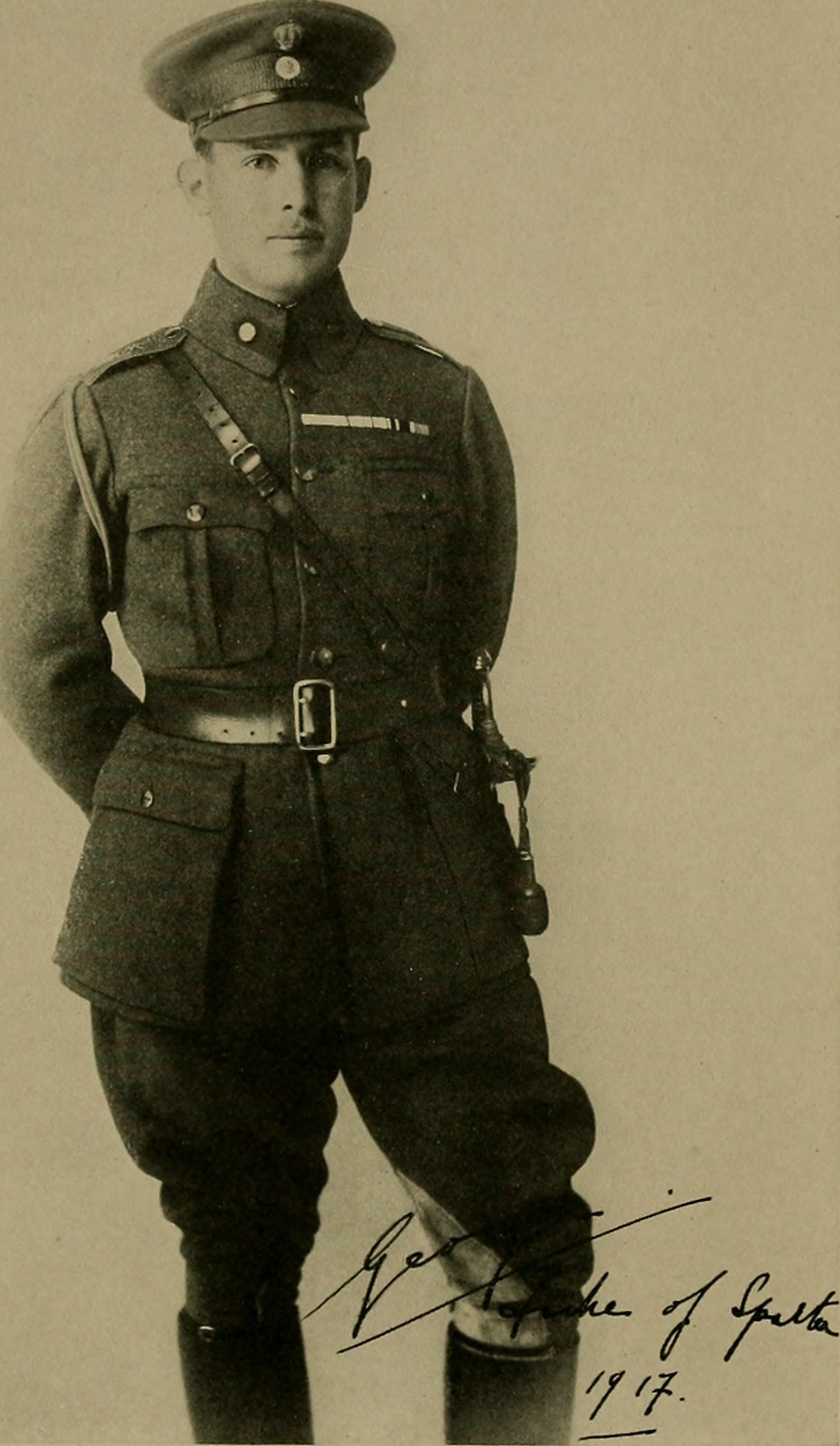
George, de toenmalige Hertog van Sparta in 1917

De titel Hertog van Sparta is een dynastieke titel die wordt gedragen door de oudste zoon van de Griekse monarch.

## Geschiedenis
Bij koninklijk decreet van George I werd de oudste zoon en troonopvolger benoemd tot Hertog van Sparta. Dit decreet werd na sicussie aangenomen door het Griekse parlement. Toen de monarchie werd afgeschaft verloor deze titel zijn wettelijke erkenning.
De huidige drager van de titel is prins Paul.